# Cobra Command (jeu vidéo, 1984)
Pour les articles homonymes, voir Cobra Command.
Cobra Command (Thunder Storm au Japon) est un jeu vidéo développé par Data East, sorti en 1984 sur borne d'arcade. Il s'agit d'un jeu mêlant film interactif, rail shooter.
Comme Dragon's Lair, le jeu tire profit du support laserdisc en mélangeant film d'animation et jeu vidéo. Le jeu a été dirigé par Yoshihisa Kishimoto, qui a plus tard conçu les séries Nekketsu Kōha Kunio-kun et Double Dragon. Une adaptation réalisé par Wolf Team a vu le jour sur Mega-CD en 1992 (Thunder Storm FX au Japon).